# Motoškola

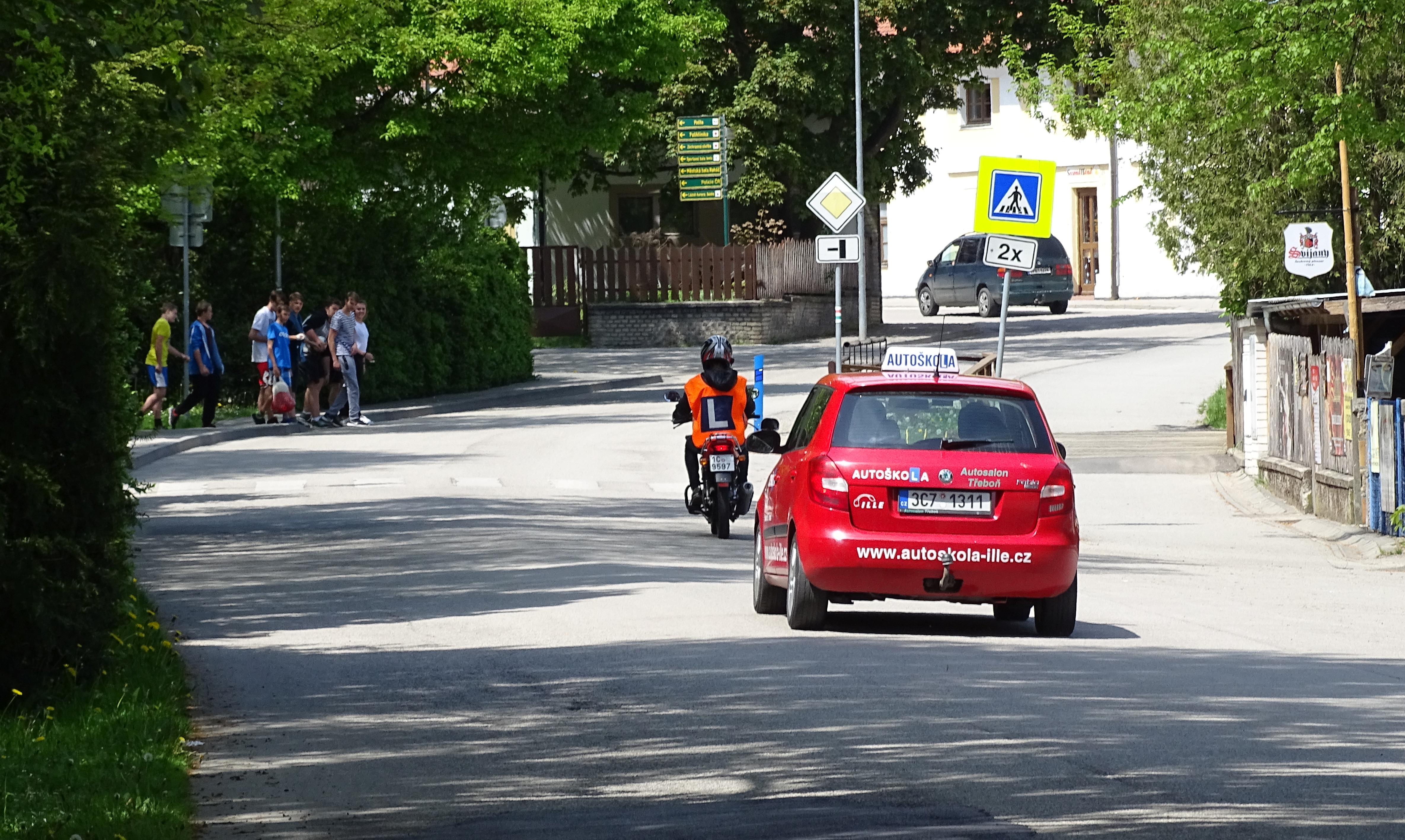
Třeboň, Jiráskova ulice, motorka a auto autoškoly

Motoškola je typ autoškoly, kde zájemce prochází výukou a výcvikem pro získání řidičského oprávnění pro jízdu na motorce. V Česku jsou čtyři kategorie, na které lze získat řidičské oprávnění. Při získání nejvyšší kategorie motocyklů A získává řidič i všechny nižší kategorie.
- AM: řízení od 15 let věku, objemem motoru do 50 cm³, konstrukční rychlost nepřesahuje 45 km/hod, automaticky přidělováno k řidičskému průkazu skupiny B
- A1: řízení od 16 let věku, objemem motoru do 125 cm³, výkon nejvýše 11 kW, poměr výkonu a hmotnosti do 0.1kW/kg dále..

Tříkolová motorová vozidla o výkonu nejvýše 15 kW, také čtyřkolová motorová vozidla o výkonu motoru do 15 kW, s hmotností v nenaloženém stavu do 400 kg a se zdvihovým objemem spalovacího motoru do 125 cm³.
- A2: řízení od 18 let věku, výkonem motoru max. 35 kW, poměr výkonu a hmotnosti do 0.2kW/kg, možnost postranního vozíku
- A: řízení od 24 let věku nebo po dvou letech vlastnění A2, tříkolky s výkonem nad 15 kW a čtyřkolky do 15 kW

## Získání řidičského oprávnění

### Výcvik
Teoretická výuka a 13 lekcí praktických jízd po 45 minutách na cvičišti (zkušební polygon) i v provozu.

### Teoretický test
Po dokončení výcviku následuje eTest, kde student musí získat 43 bodů z možných 50 při zodpovídání 25 otázek z více než tisícového fondu, který má prověřit znalosti z předpisů o provozu na pozemních komunikacích a zdravotnické přípravy.

### Praktická zkouška
Praktická zkouška se skládá ze tří části: technická kontrola dopravního prostředku, jízda na cvičišti a jízda v provozu.

#### Technická kontrola motorky

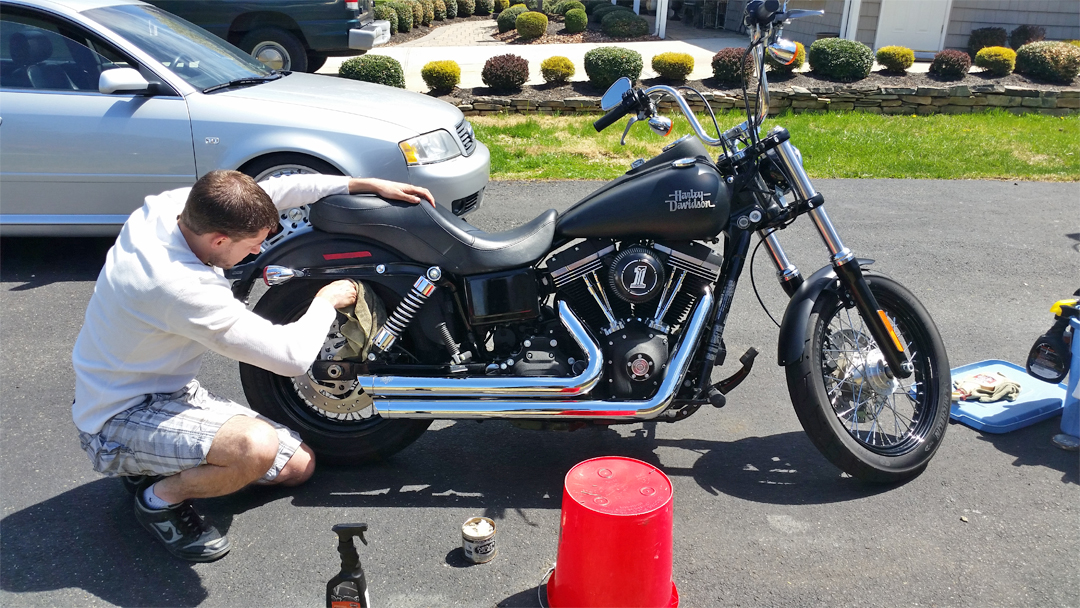
Prohlídka motorky před jízdou

U technické kontroly se můžeme setkat jen s namátkovou kontrolou motorky, nebo i s kompletním prohlídkou.
1. Kontrola, zda je motorka způsobilá k jízdě:
  - kontrola mechanického poškození (chybějící zrcátko, přestřihnuté lanovody, poškození pneu či ráfku, zničené světla apod.)
  - RZ je pevně upevněná, čitelná, nezašpiněná, není ničím krytá
  - štítek o provedení technické kontroly (přesné datum technické kontroly je ve velkém technickém průkazu, na dokladu z technické kontroly případně v Registru vozidel)
2. Kontrola provozních kapalin; kapaliny se kontrolují, když je motorka v rovné poloze a ideálně za studena (středový stojan, případně vypodložení či zvedák):[7]
  - olej: doplňuje se kapalina se dle příručky, zjišťuje se pomocí měrky, při přelití se odpouští pomocí vypouštěcího ventilu
  - palivo: kontrola pomocí pohledu do nádrže (případně ukazatel na budíku při nastartované motorce)
  - chladicí kapalina: kontrola podle rysky
  - brzdová kapalina (vepředu a vzadu): zpravidla u pravé přední páčky, typ kapaliny napsán přímo na motorce
  - hydraulická kapalina přední vidlice: kontrola, zda neteče
3. Kontrola funkčnosti osvětlení (motorka na stojánku, zapnuté zapalování):
  1. zadní světla:
    - zadní obrysová světla
    - osvětlení RZ
    - směrové ukazatele
    - brzdové světlo zmáčknutím brzdící páky a následné ověření pomocí sešlápnutí brzdového pedálu (kontrola osvětlené pomocí ruky)

  2. přední světla:
    - přední obrysové světlo
    - potkávací světlo
    - dálková světla
    - světelná houkačka
    - směrové ukazatele
4. Kontrola vůle v řízení, kolech a kontrola přední vidlice:
  - vypodložení motorky, aby přední kolo bylo ve vzduchu, následně chycení předního kola na úrovní brzd a zkoušení tahání dopředu a dozadu, též otáčení do stran (v kole nesmí být vůle; důležité, aby nebylo slyšet cvakání či drhnutí, značilo by to problém s ložisky)[8]
5. Kontrola brzd:
  - vizuální kontrola, zda je v pořádku brzdový třmen, zda nejdou sjeté brzdové destičky, zda není poškozené ABS či lanovody; kontrola kotouče, jeho barvy (zda není příliš tmavý), a aby jeho opotřebením neklesla tloušťka pod 4 mm (snadné ověření, zda nevznikla hranka/skok mezi kotoučem a kolem)
6. Kontrola pneumatik:
  - vizuální poškození: boule, trhliny, trčící výplet, sjetí
  - minimální hloubka dezénu 1,6 mm
  - správné natlakování dle informací na štítku umístěném na motorce nebo v návodu k motorce (kontrola tlaku manomentrem)
7. Kontrola řetězu:
  - ověření čistoty řetězu (čištění petrolejem, naftou nebo čističem na řetěz, následné promazání mazání řetězu)
  - kontrola vůle řetězu dle výrobce v manuálu A1 3–4 cm (řetěz je umístěn uprostřed v těchto hodnotách), vyšší motorka vůle od středu kyvné vidlice 5 cm
8. Povinná výbava:
  - Lékárnička (umístěná často pod sedačkou)
9. Doplňková výbava:
  - Zelená karta
  - Dříve byly povinné i pojistky
  - Doporučuje se reflexní vesta

#### Jízda na cvičišti
Jízda na cvičišti zahrnuje deset bodů:
1. Sejmutí motocyklu ze středového stojanu a jeho vedení vpřed bez použití motoru se zatočením doleva, následně vzad se zaparkováním do omezeného prostoru a postavení motocyklu na středový stojan. Sejmutí motocyklu ze středového stojanu a jeho vyvedení z omezeného prostoru vpravo. V případě, že je motocykl vyroben pouze s podpěrným stojanem, použije se podpěrný stojan.
2. Provedení jízdy při nízké rychlosti: následování komisaře rychlostí chůze cca 4 km/h v přímém směru (délka dráhy cca 12 m)
3. Bezpečné otočení o 180° projetím zatáčky tvaru „U“ rychlostí chůze cca 4 km/h
4. Slalom při rychlosti chůze cca 4 km/h
5. Jízda po dráze ve tvaru „8“ při rychlosti chůze cca 4 km/h
6. Opakované rozjetí se s jednou nohou na stupačce a přesunutím druhé nohy na stupačku a zastavení s následnou oporou jednou nebo oběma nohama pro udržení stability motocyklu
7. Provedení jízdy ve vyšších rychlostech, slalom v rychlosti 40 km/h
8. Vyhýbání se překážce při počáteční rychlosti nejméně 50 km/h (u skupiny AM při rychlosti 45 km/h)
9. Brzdění na přesnost ve stanoveném úseku z rychlosti nejméně 50 km/h (u skupiny AM z rychlosti 45 km/h)
10. Nouzové brzdění na stanovenou vzdálenost z rychlosti nejméně 50 km/h (u skupiny AM z rychlosti 45 km/h)

#### Jízda v provozu
Požadavky na jízdu v provozu jsou definovány Ministerstvem dopravy. Následují body jsou stejné pro všechny skupiny řidičských oprávnění.
1. Schopnost ovládání motorového vozidla v podmínkách provozu na pozemních komunikacích, zejména zachování správného směru jízdy, řízení s ohledem na snížení spotřeby paliva a emisí, zrychlení vozidla až na vhodnou rychlost a udržování této rychlosti i během řazení jednotlivých rychlostních stupňů, jízda v zatáčkách, vjetí do křižovatky a její bezpečné projetí, přizpůsobení rychlosti vozidla při odbočování vlevo a vpravo, jízda na pozemních komunikacích v přímém směru, míjení protijedoucích vozidel, včetně úseků s omezeným prostorem, přizpůsobení rychlosti vozidla podmínkám provozu na pozemních komunikacích, zařazení se do jiného jízdního pruhu, dodržování správné vzdálenosti mezi vozidly v jednotlivých jízdních pruzích, předjíždění jiných vozidel, je-li to možné, jízda kolem překážek, například zaparkovaných vozidel, dodržování bezpečného bočního odstupu, popřípadě předjíždění jinými vozidly, odbočení na křižovatce vlevo i vpravo, odbočení mimo pozemní komunikaci, rozjezd po zaparkování, po zastavení v provozu a po výjezdu z vozovky,
2. Znalost jízdy na kruhovém objezdu, přejíždění železničního úrovňového přejezdu, jízdy podél zastávek tramvají, autobusů a trolejbusů, přejíždění přechodů pro chodce, jízdy s kopce a do kopce při velkém podélném sklonu, vjezd na dálnici nebo výjezd z dálnice nebo silnice pro motorová vozidla, zařazení do pruhu s rychleji jedoucími vozidly, přejezd do pruhu s pomaleji jedoucími vozidly, průjezd dálničním uzlem a tunelem, pokud jsou takové dopravní situace v místě konání zkoušky dostupné a
3. Provedení nezbytných bezpečnostních opatření při opouštění vozidla (nejprve se dá dolů stojánek, teprve potom se slézá z motorky).